# Beschuldigde

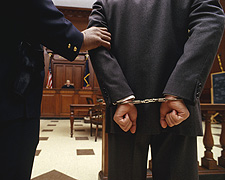
Een geboeide beschuldigde in de rechtbank

Een beschuldigde is in het algemeen iemand die beschuldigd wordt door een ander.
Meer specifiek is in België een beschuldigde diegene die door de kamer van inbeschuldigingstelling verwezen is naar het hof van assisen. Een beschuldigde staat dus terecht voor het hof van assisen. Hij wordt dus vervolgd voor een misdaad, voor een drukpersmisdrijf of voor een politiek misdrijf.